# Javier Fonseca
Javier Fonseca es un guionista, director y dramaturgo español. También es escritor y profesor de escritura de guion.
Ha trabajado en producciones de televisión, cine y teatro. Como escritor, tiene publicados ensayos, libros de poesía, cuentos y teatro.

## Televisión
- Guerra de Sesos. Programa de entretenimiento para Telecinco. 2009.
- Blake. Serie de mentalismo y magia para TVE 1. 2007.
- Aquí no hay quien viva. Serie de ficción para Antena 3. 2005-2006.
- Planta 25. Serie para la FORTA. 2006.
- A tortas con la vida. Serie para Antena 3. 2006.
- Yo también te quiero. Serie para TV Castilla-La Mancha. 2006.
- Manos a la obra. Serie para Antena 3. 2000-2001.
- A las once en casa. Serie para TVE 1. 1998.

## Cortometrajes
- Hipoteca Basura.
- La lotería. Ganador del Remy Award de Platino del Worldfest-Houston International Film&Video Festival (USA) y finalista en numerosos festivales nacionales e internacionales.
- Viene a buscarme. Finalista entre otros en el Festival de Cine Corto en Vídeo de Salamanca, el Maratón de Cine Fantástico y de Terror de Sants, el Festival de Cortometrajes a los Cortico, el Certamen de Cortos de Tomelloso, la Muestra de Cortos de Mijas y el Maratón Audiovisual Clave 53.

## Teatro
- Estrellado.

Autor. Estreno por el grupo Zascandil. Septiembre 2010.
- Una de España.

Productor y autor. Sala Cuarta Pared. Madrid.1996
- La fuerza de la costumbre de Thomas Bernhard.

Producciones Divinas. Ayudante de dirección. Teatro Español. Madrid. 1987. 
Primera obra estrenada en España del autor. Dirección: Roberto Villanueva. 
Actores principales: Raúl Fraire y Gabino Diego.
- El caso de la señorita Paquita Torres.

Productor, autor y director. Varios cafés teatro. Madrid. 1985.
- En el bar de un hotel de Tokio de Tennessee Williams.

Productor y actor. Sala Rock-Ola. Madrid. 1983
- Pic-Nic de Fernando Arrabal.

Director y actor. Festival de Teatro de Palma de Mallorca. 1982
- La historia del ojo de G. Bataille.

Actor. Palma de Mallorca. 1980

## Ensayos sobre cine y televisión
- Cómo escribir diálogos para cine y televisión (2009).
- Los diálogos cinematográficos.
- El guion adaptado (2003).
- El cine fantástico en España (2004).

## Literatura
- Viven.... para contarlo (1999).
- La piel y otros cuentos (1991).
- Homenaje a John Lenon (1978).